# Железничка станица Раковица
Железничка станица Раковица је једна од железничких станица Београдског железничког чвора, те стајалиште друге линије БГ воза. Налази се насељу Раковица у општини Раковица у Београду. Пруга се наставља у једном смеру ка Реснику, у другом према станици Београд центар, у трећем према Београд ранжирној парк „Б”, у четвром према Јајинцима, у петом према Карађорђевом парку и у шестом према Топчидеру. Железничка станица Раковица састоји се из 7 колосека.

## Повезивање линија
- Пруга Београд—Ниш
- Пруга Београд—Бар